# Associazione Polisportiva Savoia 1966-1967
Questa voce raccoglie le informazioni riguardanti il Savoia nelle competizioni ufficiali della stagione 1966-1967.

## Stagione
La stagione 1966-1967 fu la 45ª stagione sportiva del Savoia.
Serie D 1966-1967: 2º posto

## Divise
| Manica sinistra · Maglietta · Manica destra · Pantaloncini · Calzettoni |

## Organigramma societario
Area direttiva
- Presidente:  Franco Faraone Mennella poi
 Mario Andreozzi
- Vice presidente: Giuseppe Prisco, Domenico Viola
- Dirigenti: Viola, Di Salvatore, Caiazzo, Servillo, Fogliamanzillo, Ciotola, Di Nola, Correale, Piro, Farinelli, Avvisati, Lavarone, Maugeri, Mazza, Caso

Area organizzativa
- Segretario generale: Franco Tramontano

Area tecnica
- Allenatore:  Jone Spartano e  Giulio Lopez

Area sanitaria
- Medico sociale: Antonio Ciniglio
- Massaggiatori: Mastromarino, Vecchione

## Rosa
| N. |                   | Ruolo | Calciatore               |
| -- | ----------------- | ----- | ------------------------ |
|    | Italia (bandiera) | P     | Gaspare Boesso           |
|    | Italia (bandiera) | P     | Germano Pietti           |
|    | Italia (bandiera) | D     | Enzo Bertossi (capitano) |
|    | Italia (bandiera) | D     | Giovanni Biasin          |
|    | Italia (bandiera) | D     | Giancarlo Genisio        |
|    | Italia (bandiera) | D     | Vittorio Di Mauro        |
|    | Italia (bandiera) | D     | Giuseppe Nazzi           |
|    | Italia (bandiera) | C     | Giovanni Berlasso        |
|    | Italia (bandiera) | C     | Alberto Canetti          |

| N. |                   | Ruolo | Calciatore        |
| -- | ----------------- | ----- | ----------------- |
|    | Italia (bandiera) | C     | Renzo Furlan      |
|    | Italia (bandiera) | C     | Pietro Santin     |
|    | Italia (bandiera) | A     | Matteo Carnevale  |
|    | Italia (bandiera) | A     | Roberto Padovani  |
|    | Italia (bandiera) | A     | Gianpaolo Rossi   |
|    | Italia (bandiera) |       | Mario Balzano     |
|    | Italia (bandiera) |       | Ciro Esposito     |
|    | Italia (bandiera) |       | Gaetano Giambelli |
|    | Italia (bandiera) |       | Franco Palumbo    |

## Calciomercato
| Acquisti | Acquisti | Acquisti | Acquisti   |
| R.       | Nome     | da       | Modalità   |
| -------- | -------- | -------- | ---------- |
|          |          |          | definitivo |

| Cessioni | Cessioni | Cessioni | Cessioni   |
| R.       | Nome     | a        | Modalità   |
| -------- | -------- | -------- | ---------- |
|          |          |          | definitivo |

## Risultati

### Serie D

#### Girone di andata
| Torre Annunziata 25 settembre 1966 1ª giornata | Savoia     | 0 – 2 | Ragusa | Stadio Comunale\| Arbitro: \| Delle Cese \| |
| Arbitro:                                       | Delle Cese |       |        |                                             |

| Napoli 2 ottobre 1966 2ª giornata | Internapoli | 2 – 0 | Savoia | \| Arbitro: \| Malerba \| |
| Arbitro:                          | Malerba     |       |        |                           |

| Torre Annunziata 9 ottobre 1966 3ª giornata | Savoia      | 1 – 0 | Paolana | Stadio Comunale\| Arbitro: \| Pesciarelli \| |
| Arbitro:                                    | Pesciarelli |       |         |                                              |

| Pozzuoli 16 ottobre 1966 4ª giornata | Puteolana | 0 – 0 | Savoia | \| Arbitro: \| Torretta \| |
| Arbitro:                             | Torretta  |       |        |                            |

| Torre Annunziata 23 ottobre 1966 5ª giornata | Savoia | 3 – 0 | Ischia | Stadio Comunale\| Arbitro: \| Ticli \| |
| Arbitro:                                     | Ticli  |       |        |                                        |

| Nocera Inferiore 30 ottobre 1966 6ª giornata | Nocerina         | 0 – 0 | Savoia | \| Arbitro: \| Tempio (Catania) \| |
| Arbitro:                                     | Tempio (Catania) |       |        |                                    |

| Castelvetrano 6 novembre 1966 7ª giornata | Folgore Castelvetrano | 0 – 1 | Savoia | \| Arbitro: \| Boccia \| |
| Arbitro:                                  | Boccia                |       |        |                          |

| Torre Annunziata 13 novembre 1966 8ª giornata | Savoia                | 0 – 0 | Juventus Stabia | Stadio Comunale\| Arbitro: \| Monteverde (Macerata) \| |
| Arbitro:                                      | Monteverde (Macerata) |       |                 |                                                        |

| Torre Annunziata 20 novembre 1966 9ª giornata | Savoia              | 1 – 0 | Paternò | Stadio Comunale\| Arbitro: \| Chiapponi (Livorno) \| |
| Arbitro:                                      | Chiapponi (Livorno) |       |         |                                                      |

| Sessa Aurunca 27 novembre 1966 10ª giornata | Sessana           | 0 – 0 | Savoia | \| Arbitro: \| Manetti (Firenze) \| |
| Arbitro:                                    | Manetti (Firenze) |       |        |                                     |

| Acireale 4 dicembre 1966 11ª giornata | Acquapozzillo | 0 – 0 | Savoia | \| Arbitro: \| Barra \| |
| Arbitro:                              | Barra         |       |        |                         |

| Torre Annunziata 11 dicembre 1966 12ª giornata | Savoia        | 3 – 1 | Vigor Nicastro | Stadio Comunale\| Arbitro: \| Sansò (Lecce) \| |
| Arbitro:                                       | Sansò (Lecce) |       |                |                                                |

| Torre Annunziata 18 dicembre 1966 13ª giornata | Savoia     | 2 – 0 | Juventina Palermo | Stadio Comunale\| Arbitro: \| Martinelli \| |
| Arbitro:                                       | Martinelli |       |                   |                                             |

| Enna 1º gennaio 1967 14ª giornata | Enna     | 1 – 0 | Savoia | \| Arbitro: \| Menardon \| |
| Arbitro:                          | Menardon |       |        |                            |

| Marsala 8 gennaio 1967 15ª giornata | Marsala            | 0 – 0 | Savoia | \| Arbitro: \| Serratore (Latina) \| |
| Arbitro:                            | Serratore (Latina) |       |        |                                      |

| Torre Annunziata 15 gennaio 1967 16ª giornata | Savoia               | 0 – 0 | Scafatese | Stadio Comunale\| Arbitro: \| Busalacchi (Palermo) \| |
| Arbitro:                                      | Busalacchi (Palermo) |       |           |                                                       |

| Siderno 22 gennaio 1967 17ª giornata | Juve Siderno | 1 – 1 | Savoia | \| Arbitro: \| Marino \| |
| Arbitro:                             | Marino       |       |        |                          |

#### Girone di ritorno
| Ragusa 29 gennaio 1967 18ª giornata | Ragusa  | 1 – 2 | Savoia | \| Arbitro: \| Bilotti \| |
| Arbitro:                            | Bilotti |       |        |                           |

| Torre Annunziata 5 febbraio 1967 19ª giornata | Savoia   | 2 – 1 | Internapoli | Stadio Comunale\| Arbitro: \| Andreolo \| |
| Arbitro:                                      | Andreolo |       |             |                                           |

| Paola 12 febbraio 1967 20ª giornata | Paolana | 0 – 1 | Savoia | \| Arbitro: \| Barra \| |
| Arbitro:                            | Barra   |       |        |                         |

| Torre Annunziata 19 febbraio 1967 21ª giornata | Savoia | 1 – 0 | Puteolana | Stadio Comunale\| Arbitro: \| Cristi \| |
| Arbitro:                                       | Cristi |       |           |                                         |

| Ischia 26 febbraio 1967 22ª giornata | Ischia Isolaverde | 0 – 1 | Savoia | \| Arbitro: \| Ferranti \| |
| Arbitro:                             | Ferranti          |       |        |                            |

| Torre Annunziata 5 marzo 1967 23ª giornata | Savoia | 3 – 2 | Nocerina | Stadio Comunale\| Arbitro: \| Boccia \| |
| Arbitro:                                   | Boccia |       |          |                                         |

| Torre Annunziata 12 marzo 1967 24ª giornata | Savoia        | 1 – 0 | Folgore Castelvetrano | Stadio Comunale\| Arbitro: \| Sansò (Lecce) \| |
| Arbitro:                                    | Sansò (Lecce) |       |                       |                                                |

| Castellammare di Stabia 19 marzo 1967 25ª giornata | Juventus Stabia | 0 – 1 | Savoia | \| Arbitro: \| Marino \| |
| Arbitro:                                           | Marino          |       |        |                          |

| Paternò 27 marzo 1967 26ª giornata | Paternò     | 1 – 1 | Savoia | \| Arbitro: \| Pesciarelli \| |
| Arbitro:                           | Pesciarelli |       |        |                               |

| Torre Annunziata 2 aprile 1967 27ª giornata | Savoia             | 2 – 0 | Sessana | Stadio Comunale\| Arbitro: \| Reggiani (Bologna) \| |
| Arbitro:                                    | Reggiani (Bologna) |       |         |                                                     |

| Torre Annunziata 9 aprile 1967 28ª giornata | Savoia        | 2 – 0 | Acquapozzillo | Stadio Comunale\| Arbitro: \| Nardis (Roma) \| |
| Arbitro:                                    | Nardis (Roma) |       |               |                                                |

| Nicastro 16 aprile 1967 29ª giornata | Vigor Nicastro | 0 – 0 | Savoia | \| Arbitro: \| Ferro \| |
| Arbitro:                             | Ferro          |       |        |                         |

| Palermo 30 aprile 1967 30ª giornata | Juventina Palermo | 0 – 0 | Savoia | \| Arbitro: \| Bellandi \| |
| Arbitro:                            | Bellandi          |       |        |                            |

| Torre Annunziata 7 maggio 1967 31ª giornata | Savoia           | 0 – 0 | Enna | Stadio Comunale\| Arbitro: \| Casarin (Milano) \| |
| Arbitro:                                    | Casarin (Milano) |       |      |                                                   |

| Torre Annunziata 14 maggio 1967 32ª giornata | Savoia   | 1 – 0 | Marsala | Stadio Comunale\| Arbitro: \| Castaldi \| |
| Arbitro:                                     | Castaldi |       |         |                                           |

| Scafati 21 maggio 1967 33ª giornata | Scafatese        | 0 – 1 | Savoia | \| Arbitro: \| Ciacci (Firenze) \| |
| Arbitro:                            | Ciacci (Firenze) |       |        |                                    |

| Torre Annunziata 28 maggio 1967 34ª giornata | Savoia  | 4 – 0 | Juve Siderno | Stadio Comunale\| Arbitro: \| Beretta \| |
| Arbitro:                                     | Beretta |       |              |                                          |